# 格雷姆·麦考尔
格雷姆·麦考尔（英語：Graeme McCall，1937年12月30日—2016年5月3日），澳大利亚男子赛艇运动员。他曾代表澳大利亚参加1962年大英帝国和英联邦运动会赛艇比赛，获得一枚金牌。